# Ad personam
Ad personam è una locuzione latina che tradotta letteralmente significa "[solo] per la persona", "a titolo personale".
La frase è usata per indicare cariche, privilegi e simili di cui gode esclusivamente una determinata persona, dunque non trasmissibili o rinnovabili per altri. In senso esteso, si riferisce anche a qualsiasi cosa non indirizzata all'intera comunità o ad un gruppo, ma solo ad una persona ben precisa o ad una precisa categoria di persone.
Alcuni esempi chiariscono il concetto:
- L'assegno ad personam compete solo al lavoratore che...
- Le leggi ad personam approvate negli anni sono state...
- Il comune fornirà il servizio di assistenza ad personam per i disabili...
- L'arcivescovo ad personam è posto alla guida di una diocesi anziché di un'arcidiocesi.

In retorica, l'argumentum ad personam è un tipo di argumentum ad hominem, che comprende la critica personale, l'insulto e l'invettiva, ed è spesso usato nel dibattito politico, come nel caso del negative campaigning.